# Capadocia
Capadocia (Cappadoce, en espagnol, titre complet Capadocia: Un Lugar sin Perdón, Cappadoce : Un lieu sans pardon) est une série télévisée mexicaine en 39 épisodes de 60 minutes écrite par Laura Sosa, Leticia López Margalli, Guillermo Ríos, Carmen Madrid et autres scénaristes diffusée entre le 2 mars 2008 et le 16 décembre 2012 sur HBO Latin America.
En France, la première saison est diffusée depuis le 7 septembre 2011 par France Ô. Néanmoins, elle reste inédite dans les autres pays francophones.

## Synopsis
Plusieurs femmes sont écrouées pour différentes raisons dans une prison expérimentale de Mexico.

## Distribution
- Ana de la Reguera (VFB : Maia Baran) : Lorena Guerra
- Aída López (VFB : France Bastoen) : Ana Moreno, dite La Negra, (La Noire)
- Alejandro Camacho (es) (VFB : Patrick Donnay) : José Burian, le psychiatre de la prison
- Dolores Heredia (VFB : Valérie Muzzi) : Teresa, la geôlière principale
- Héctor Arredondo : Patrick, le mari de Lorena
- Juan Manuel Bernal (es) (VFB : Olivier Cuvellier) : Federico, un gérant d'Exxo
- Rodrigo de la Rosa (es) : Daniel, un élève universitaire de Teresa
- Marco Treviño (VFB : Patrick Descamps) : Santiago Marín, le responsable de Mexico DF
- Dolores Paradis (VFB : Mélanie Dermont) : Andrea Marín Lagos, la fille de Santiago et de Teresa
- Óscar Olivares : Antonia, transsexuelle en prison
- Cecilia Suárez (VFB : Fanny Roy) : La Bambi
- Cristina Umaña (VFB : Marie Van Ermengem) : Consuelo Ospino, dite La Colombiana, (La Colombienne)
- Mitzi Mabel Cadena : Adela Rosa Chávez
- Adriana Barraza : Silvia Islas
- Miguel Angel Munoz : Héctor Bolaños

- Version française
  - Société de doublage : Chinkel
  - Direction artistique : Bruno Buidin
  - Adaptation des dialogues : Emilie Barbier

Source VF

## Épisodes

### Première saison (2008)
1. Genèse (Génesis)
2. Exode (Éxodo)
3. Le Sacrifice (El sacrificio)
4. La Douleur d'une mère (Mater Dolorosa)
5. Le Fils prodigue (El hijo pródigo)
6. L'Ange déchu (El ángel caído)
7. Le Péché capital (Pecado capital)
8. Les Innocents paient pour les coupables (Justos por pecadores)
9. Le bon samaritain (El buen samaritano)
10. Marie-Madeleine (María Magdalena)
11. L'Élue (La elegida)
12. Pardonne-nous nos offenses (Perdona nuestras ofensas)
13. Le Paradis perdu (Paraíso perdido)

### Deuxième saison (2010)
1. Ce que Dieu joint (Lo que une Dios)
2. Agneau de Dieu (Cordero de Dios)
3. Écarte de moi ce calice (Aparta de mí este cáliz)
4. L'Œil de Dieu (El ojo de Dios)
5. Aimez vos ennemis (Amad a vuestros enemigos)
6. Heureux les innocents (Bienaventurados los inocentes)
7. Seigneur, pourquoi m'as-tu abandonné? (Señor, ¿por qué me has abandonado?)
8. L'Expiation (Expiación)
9. La Femme de Lot (La mujer de Lot)
10. Le Sel de la terre (La sal de la tierra)
11. Et il se releva le troisième jour (Y resucitó al tercer día)
12. Le tiers de la mer devint du sang (La tercera parte del mar se convirtió en sangre)
13. Et toutes les nations se lamenteront à cause de sa morte (Y llorarán su muerte todas las naciones)

### Troisième saison (2012)
1. titre français inconnu (Un Gran Lamento)
2. titre français inconnu (El Fruto de Tú Vientre)
3. titre français inconnu (Aceite de la Unción)
4. titre français inconnu (Los Escogidos)
5. titre français inconnu (Destruye, (Lo que te duele, mátalo))
6. titre français inconnu (Las Vertientes de la Salvación)
7. titre français inconnu (El Justo)
8. titre français inconnu (El Ángel del Abismo)
9. titre français inconnu (Ovejas y Lobos)
10. titre français inconnu (La Sombra de Tus Alas)
11. titre français inconnu (La Paz y La Espada)
12. titre français inconnu (Sangre de Inocentes)
13. titre français inconnu (Apocalipsis)